# Joseph R. Hawley
Joseph R. Hawley (Laurinburg, 1826. október 31. – Washington, 1905. március 18.) az Amerikai Egyesült Államok szenátora (Connecticut, 1881–1905).